# ОКГ
Верховне головнокомандування сухопутних військ Третього Рейху ОКГ (нім. Oberkommando des Heeres (OKH) — Верховне командування сухопутних сил Третього Рейху з 1936 по 1945 рік. Формально ОКГ підпорядковувалося Верховному командуванню Вермахту (ОКВ) (нім. Oberkommando der Wehrmacht (OKW)), однак на практиці діяло автономно. Це стало очевидним в грудні 1941 року, коли посаду керівника Верховного командування сухопутними військами обійняв безпосередньо Верховний Головнокомандувач збройними силами Адольф Гітлер. Починаючи з 1942 року намітився розподіл повноважень між ОКВ та ОКГ — Верховне командування вермахту займалося плануванням та реалізацією військових операцій в Західній Європі та Африці, а Верховне командування сухопутних військ — на Східному фронті.

## Керівники ОКХ
- з 1935 по 1938 — генерал-полковник Вернер фон Фріч;
- з 1938 по 19 грудня 1941 — генерал-фельдмаршал Вальтер фон Браухіч;
- з 19 грудня 1941 по 30 квітня 1945 — фюрер та рейхсканцлер Адольф Гітлер;
- з 30 квітня 1945 по 8 травня 1945 — генерал-фельдмаршал Фердинанд Шернер.

Прапор штабу ОКГ, квітень 1936 р. — лютий 1938 р.
Прапор штабу ОКГ, лютий 1938 р. — грудень 1941 р.